# Xestia atoma
Xestia atoma är en fjärilsart som beskrevs av Smith 1907. Xestia atoma ingår i släktet Xestia och familjen nattflyn. Inga underarter finns listade i Catalogue of Life.